# Cordovado
Cordovado (friülà Cordovât ) és un municipi italià, dins de la província de Pordenone. L'any 2007 tenia 2.681 habitants. Limita amb els municipis de Gruaro (VE), Morsano al Tagliamento, Sesto al Reghena i Teglio Veneto (VE).

## Administració
| Període | Identitat        | Partit         |
| ------- | ---------------- | -------------- |
| 2004-   | Augusto Bertocco | Centreesquerra |